# Чигорин, Михаил Иванович
Михаи́л Ива́нович Чиго́рин (31 октября [12 ноября] 1850, Гатчина (по другим данным — Санкт-Петербург) — 12 [25] января 1908, Люблин) — русский шахматист, сильнейший шахматист России на рубеже XIX—XX веков. Первый российский шахматист, участвовавший в матче за звание чемпиона мира.

## Биография

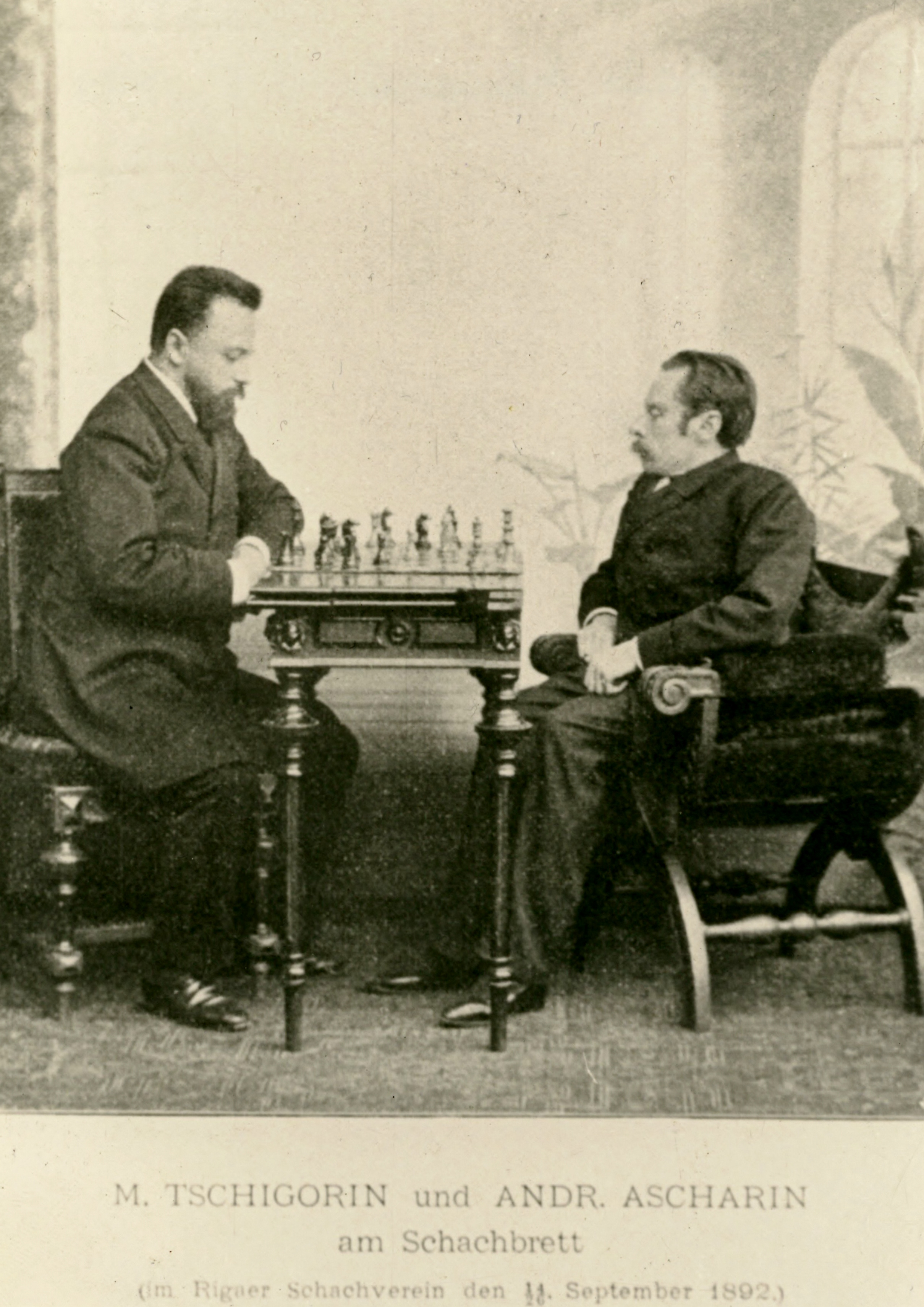
Михаил Чигорин (слева) против Андрея Ашарина. 1892 год

Родители: отец — Иван Иванович Чигорин (1814—1859), выпускник пиротехнической школы при Охтинском пороховом заводе, мастер порохового дела первого разряда, затем старший мастер; мать — Наталья Егоровна (1822—1856), по происхождению — из крестьян.
Родители умерли очень рано, поэтому он воспитывался в Гатчинском сиротском институте императора Николая I, где и научился играть в шахматы у воспитателя Шумана. В 17 лет покинул сиротский дом (был отчислен за участие в бунте: воспитанники устроили групповое избиение директора Осипа Доливо-Добровольского (отца изобретателя асинхронного электродвигателя Михаила Осиповича Доливо-Добровольского) за отказ принять жалобу на издевавшегося над ними воспитателя Игнациуса). В 1871 году поступил на службу писарем в Петербургскую полицию, служил столоначальником в уездной и пригородной полиции до 1883 года. В Петербурге, в кафе «Доминик», часто и успешно играл в шахматы на деньги, там же познакомился с Эммануилом Шифферсом. В 1874 году впервые участвовал в шахматном турнире, проходившем в немецком собрании, где занял третье место, основными противниками у него были Илья Шумов и Шифферс.
В 1875 году встретился с шахматным мастером Шимоном Винавером, после этой встречи занялся изучением шахматной теории.
В 1879 году в Петербурге выиграл сильнейший турнир в России, победив в дополнительном поединке Семёна Алапина. Пять матчей провёл с Э. Шифферсом, выиграв четыре из них.
В 1881 году, в Берлине, впервые принял участие в международном турнире. Пропустив вперёд только Джозефа Блэкберна и Иоханнеса Цукерторта, Чигорин разделил третье-четвёртое места с Шимоном Винавером. В Вене в 1882 году занял только двенадцатое-тринадцатое место. В Лондоне в 1883 – четвёртое, вслед за Цукертортом, Вильгельмом Стейницем и Блэкберном.
По неизвестной причине не участвовал ни в каких международных турнирах 6 лет, ограничившись аналитическими исследованиями и комментариями в «Шахматном вестнике» (1885–1886).
В 1889 году разделил первое место на шестом американском шахматном конгрессе в Нью-Йорке (результат: +27 −7 =12) с Максом Вейсом (дополнительный матч: +0 −0 =4, 2:2). В 1895 году занял второе место на турнире в Гастингсе, опередив Эмануила Ласкера, Зигберта Тарраша и Вильгельма Стейница.
Знаменитыми стали две победные партии, которые Чигорин играл против Стейница по телеграфу.
Дважды играл матчи на первенство мира против Стейница. Оба матча выиграл Стейниц. Первый матч состоялся с 20 января по 24 февраля 1889 года в Гаване (Куба). Чигорин проиграл со счётом 6,5:10,5 (+6 −10 =1, в 9 партиях чёрными набрал только 1,5 очка). Второй матч состоялся с 1 января по 28 февраля 1892 года также в Гаване. Чигорин проиграл со счётом 10,5:12,5 (+8 −10 =5), причём до 23-й партии счёт был равным.
В 1889 году, после раскола Санкт-Петербургского общества любителей шахматной игры возглавил новый клуб с реакционным уставом (в новое общество не допускались лица, не достигшие совершеннолетия, кроме имеющих классные чины; учащиеся средних и низших учебных заведений; юнкера и нижние чины армии; лица нехристианского вероисповедания. В знак протеста из клуба ушли почти все сильнейшие петербургские шахматисты (Эммануил Шифферс, Сергей Полнер, Иван Зейбот, Николай Митропольский, Алексей Шишкин, Владимир Юревич и другие).
В начале 1890-х годов сыграл матчи против Исидора Гунсберга (1890, +9 −9 =5) и Зигберта Тарраша (1893, +9 −9 =4).
На турнире в Гастингсе в 1895 году занял второе место (вслед за Гарри Пильсбери, опередив, в частности, чемпиона мира Ласкера, Тарраша и Стейница).
В 1899, 1901 и 1903 годах выиграл три Всероссийских турнира.
Также выиграл международный турнир в Будапеште (1896) (результат: +10 −3 =3), одолев в дополнительном матче Рудольфа Харузека со счётом 3:1 (+3 −1 =0), и гамбит-турнир в Вене (1903) (результат: +12 −4 =2). В 1903 году выиграл небольшой тематический матч у чемпиона мира Эмануила Ласкера (+2 −1 =3), однако матч не имел спортивного значения. Он был посвящён исследованию гамбита Райса (названного в честь миллионера И. Райса, спонсора этого соревнования) — одного из вариантов королевского гамбита, причём все партии Чигорин играл чёрными.
В России Чигорин организовывал шахматные турниры, играл в заочные шахматы, издавал журналы «Шахматный листок» (1876—1881, работал в нём в качестве издателя, редактора, выпускающего, корректора, экспедитора и автора) и «Шахматный вестник» (1891—1897), писал статьи на шахматные темы в ежедневных газетах.
В своём последнем турнире в Карлсбаде в 1907 году играл неудачно и занял 17-е место.
Скончался 12 (25) января 1908 года в Люблине от сахарного диабета. За месяц до начала мировой войны прах Чигорина был перевезён из Люблина в Петербург и захоронен на Новодевичьем кладбище (участок № 18).

## Спортивные результаты
| Год                       | Город                                                                                 | Соревнование                                                                          | +     | −     | =     | Результат        | Место  |
| ------------------------- | ------------------------------------------------------------------------------------- | ------------------------------------------------------------------------------------- | ----- | ----- | ----- | ---------------- | ------ |
| 1875                      | Санкт-Петербург                                                                       | Турнир в рамках гастролей Ш. А. Винавера (двухкруговой)                               |       |       |       |                  |        |
| 1878                      | Санкт-Петербург                                                                       | 1-й матч с Э. С. Шифферсом                                                            | 7     | 3     | 0     | 7 : 3            |        |
|                           | Санкт-Петербург                                                                       | 2-й матч с Э. С. Шифферсом                                                            | 6     | 7     | 1     | 6,5 : 7,5        |        |
| 1878 / 79                 | Санкт-Петербург                                                                       | Турнир сильнейших шахматистов России                                                  | 6     | 1     | 1     | 6,5 из 8         | 1—2    |
| 1879                      | Санкт-Петербург                                                                       | Дополнительная партия за первое место с С. З. Алапиным                                | 1     | 0     | 0     | 1 из 1           |        |
|                           | Санкт-Петербург                                                                       | 3-й матч с Э. С. Шифферсом                                                            | 7     | 4     | 2     | 8 : 5            |        |
|                           | Санкт-Петербург                                                                       | 1-й матч с Е. А. Шмидтом                                                              | 6     | 0     | 2     | 7 : 1            |        |
|                           | Санкт-Петербург                                                                       | 2-й матч с Е. А. Шмидтом                                                              | 4     | 2     | 0     | 4 : 2            |        |
|                           | Санкт-Петербург                                                                       | 3-й матч с Е. А. Шмидтом                                                              | 3     | 0     | 1     | 3,5 : 0,5        |        |
| 1880                      | Санкт-Петербург                                                                       | 4-й матч с Э. С. Шифферсом                                                            | 7     | 1     | 3     | 8,5 : 2,5        |        |
|                           | Санкт-Петербург                                                                       | Матч с С. З. Алапиным                                                                 | 7     | 3     | 0     | 7 : 3            |        |
|                           | Санкт-Петербург                                                                       | Турнир-гандикап                                                                       |       |       |       |                  | 1—2    |
|                           | Санкт-Петербург                                                                       | Дополнительный матч с Э. С. Шифферсом (3 партии)                                      |       |       |       | Матч проигран    |        |
| 1881                      | Берлин                                                                                | II Конгресс Германского шахматного союза                                              | 10    | 5     | 1     | 10,5 из 16       | 3—4    |
| 1882                      | Вена                                                                                  | Международный турнир                                                                  | 13    | 19    | 2     | 14 из 34         | 12—13  |
| 1883                      | Париж                                                                                 | Матч с Ж. Арну де Ривьером                                                            | 5     | 4     | 1     | 5,5 : 4,5        |        |
|                           | Лондон                                                                                | Международный турнир                                                                  | 16    | 10    | 0     | 16 из 26         | 4      |
| 1884                      | Санкт-Петербург                                                                       | Матч с А. В. Соловцовым                                                               | 1     | 1     | 0     | 1 : 1            | [ 7 ]  |
| 1889                      | Нью-Йорк                                                                              | Международный турнир                                                                  | 27    | 7     | 4     | 29 из 38         | 1—2    |
|                           | Нью-Йорк                                                                              | Дополнительный матч с М. Вейсом                                                       | 0     | 0     | 4     | 2 : 2            |        |
|                           | Гавана                                                                                | Матч на первенство мира с В. Стейницем                                                | 6     | 10    | 1     | 6,5 : 10,5       |        |
| 1889 / 90                 | Гавана                                                                                | Матч с И. Гунсбергом                                                                  | 9     | 9     | 5     | 11,5 : 11,5      |        |
| 1891 / 92                 | Гавана                                                                                | Матч на первенство мира с В. Стейницем                                                | 8     | 10    | 5     | 10,5 : 12,5      |        |
| 1892                      | Санкт-Петербург                                                                       | Матч с А. А. Ашариным                                                                 |       |       |       |                  |        |
| 1892/1893                 | Москва                                                                                | Матч с А. А. Соловцовым                                                               | 4     | 0     | 0     | 4 : 0            |        |
| 1893                      | Санкт-Петербург                                                                       | Консультационный турнир                                                               |       |       |       |                  |        |
|                           | Санкт-Петербург                                                                       | Матч с З. Таррашем                                                                    | 9     | 9     | 4     | 11 : 11          |        |
| 1895                      | Санкт-Петербург                                                                       | 5-й матч с Э. С. Шифферсом                                                            | 7     | 3     | 3     | 8,5 : 4,5        |        |
|                           | Гастингс                                                                              | Международный турнир                                                                  | 14    | 3     | 4     | 16 из 21         | 2      |
| 1895/1896                 | Санкт-Петербург                                                                       | Международный турнир (шестикруговой)                                                  | 5     | 9     | 4     | 7 из 18          |        |
| 1896                      | Нюрнберг                                                                              | Международный турнир                                                                  | 8     | 7     | 3     | 9,5 из 18        | 9—10   |
|                           | Будапешт                                                                              | Международный турнир                                                                  | 7     | 2     | 3     | 8,5 из 12        | 1—2    |
|                           | Будапешт                                                                              | Дополнительный матч с Р. Харузеком                                                    | 3     | 1     | 0     | 3 : 1            |        |
| 1897                      | Санкт-Петербург                                                                       | 6-й матч с Э. С. Шифферсом                                                            | 7     | 1     | 6     | 10 : 4           |        |
|                           | Берлин                                                                                | Международный турнир                                                                  | 7     | 6     | 5     | 9,5 из 18        | 10     |
| 1898                      | Вена                                                                                  | Международный турнир                                                                  | 17    | 13    | 6     | 20 из 36         | 6—7    |
|                           | Кёльн                                                                                 | XI Конгресс Германского шахматного союза                                              | 9     | 3     | 3     | 10,5 из 15       | 2—4    |
| 1899                      | Москва                                                                                | Всероссийский турнир                                                                  | 12    | 1     | 0     | 12 из 13         | 1      |
|                           | Лондон                                                                                | Международный турнир                                                                  | 14    | 10    | 4     | 16 из 28         | 7      |
| 1900                      | Санкт-Петербург                                                                       | Турнир сильнейших шахматистов города                                                  |       |       |       |                  |        |
|                           | Париж                                                                                 | Международный турнир                                                                  | 9     | 4     | 3     | 10,5 из 16       | 6      |
| 1900 / 01                 | Москва                                                                                | Всероссийский турнир                                                                  | 16    | 0     | 1     | 16,5 из 17       | 1      |
| 1901                      | Монте-Карло                                                                           | Международный турнир                                                                  | 8     | 3     | 2 (4) | 9 из 13          | 3—4    |
| 1902                      | Монте-Карло                                                                           | Международный турнир                                                                  | 11    | 7     | 1 (3) | 11,5 из 19       | 8      |
|                           | Санкт-Петербург                                                                       | Турнир сильнейших шахматистов города                                                  |       |       |       |                  |        |
|                           | Ганновер                                                                              | XIII Конгресс Германского шахматного союза                                            | 6     | 5     | 6     | 9 из 17          | 7      |
| 1903                      | Вена                                                                                  | Тематический гамбитный турнир                                                         | 11    | 3     | 4     | 13 из 18         | 1      |
|                           | Брайтон                                                                               | Тематический матч с Эм. Ласкером (по гамбиту Райса в королевском гамбите)             | 2     | 1     | 3     | 3,5 : 2,5        |        |
|                           | Киев                                                                                  | Всероссийский турнир                                                                  | 14    | 2     | 2     | 15 из 18         | 1      |
| 1904                      | Кембридж-Спрингс                                                                      | Международный турнир                                                                  | 6     | 6     | 3     | 7,5 из 15        | 6—7    |
|                           | Санкт-Петербург                                                                       | Турнир сильнейших шахматистов города                                                  |       |       |       |                  |        |
| 1905                      | Санкт-Петербург                                                                       | Тематический турнир (двухкруговой; по гамбиту Райса в королевском гамбите)            | 12    | 2     | 0     | 12 из 14         | 1      |
|                           | Остенде                                                                               | Международный турнир                                                                  | 3     | 16    | 7     | 6,5 из 26        | 13     |
|                           | Бармен                                                                                | Международный турнир                                                                  | 4     | 5     | 6     | 7 из 15          | 7—10   |
| 1905 / 06                 | Санкт-Петербург                                                                       | Всероссийский турнир                                                                  | 1 (2) | 3 (2) | 0     | 1 из 4 (2 из 4?) | ----   |
| 1906                      | Лодзь                                                                                 | Матч с Г. С. Сальве                                                                   | 7     | 5     | 3     | 8,5 : 6,5        |        |
|                           | Лодзь                                                                                 | Турнир мастеров (трехкруговой)                                                        | 5     | 3     | 1     | 5,5 из 9         | 2      |
|                           | Остенде                                                                               | Международный турнир (1-й круг)                                                       | 3     | 4     | 2     | 4 из 9           |        |
|                           |                                                                                       | (2-й круг)                                                                            | 1     | 2     | 3     | 2,5 из 6         |        |
|                           |                                                                                       | (общий результат)                                                                     | 4     | 6     | 5     | 6,5 из 15        |        |
|                           | Нюрнберг                                                                              | XV Конгресс Германского шахматного союза                                              | 8     | 4     | 4     | 10 из 16         | 5      |
|                           | Санкт-Петербург                                                                       | Турнир Петербургского шахматного собрания (четырёхкруговой)                           | 6     | 3     | 3     | 7,5 из 12        | 2      |
| 1907                      | Москва                                                                                | Показательный турнир (двухкруговой)                                                   |       |       |       | 6 из 8           | 1      |
|                           | Остенде                                                                               | Международный турнир (четырёхкруговой «турнир чемпионов»)                             | 1     | 12    | 7     | 4,5 из 20        | 6      |
|                           | Карлсбад                                                                              | Международный турнир                                                                  | 6     | 11    | 3     | 7,5 из 20        | 16—18  |
| Соревнования по переписке |                                                                                       |                                                                                       |       |       |       |                  |        |
| 1882                      | Матч с Гельвигом                                                                      | Матч с Гельвигом                                                                      | 2     | 0     | 0     | 2 : 0            |        |
| 1884—1885                 | Турнир журнала «Всемирная иллюстрация»                                                | Турнир журнала «Всемирная иллюстрация»                                                | 20    | 0     | 2     | 21 из 22         | 1      |
| 1886—1887                 | Матч Санкт-Петербург — Лондон (по консультации, Чигорин — капитан команды Петербурга) | Матч Санкт-Петербург — Лондон (по консультации, Чигорин — капитан команды Петербурга) | 2     | 0     | 0     | 2 : 0            |        |
| 1890                      | Матч с А. А. Марковым                                                                 | Матч с А. А. Марковым                                                                 | 2     | 1     | 1     | 2,5 : 1,5        | [ 15 ] |
| 1890—1891                 | Матч по телеграфу с В. Стейницем                                                      | Матч по телеграфу с В. Стейницем                                                      | 2     | 0     | 0     | 2 : 0            |        |
| 1894—1895                 | Матч Санкт-Петербург — Париж (по консультации, Чигорин — капитан команды Петербурга)  | Матч Санкт-Петербург — Париж (по консультации, Чигорин — капитан команды Петербурга)  | 1     | 1     | 0     | 1 : 1            |        |
| 1897—1898                 | Матч Санкт-Петербург — Вена (по консультации, Чигорин — капитан команды Петербурга)   | Матч Санкт-Петербург — Вена (по консультации, Чигорин — капитан команды Петербурга)   |       |       |       |                  |        |
| 1899                      | 2-й турнир газеты «Новое время»                                                       | 2-й турнир газеты «Новое время»                                                       |       |       |       |                  |        |
| 1899—1900                 | 4-й турнир газеты «Новое время»                                                       | 4-й турнир газеты «Новое время»                                                       |       |       |       |                  |        |
| 1900—1901                 | 5-й турнир газеты «Новое время»                                                       | 5-й турнир газеты «Новое время»                                                       |       |       |       |                  |        |
| 1901                      | 6-й турнир газеты «Новое время»                                                       | 6-й турнир газеты «Новое время»                                                       |       |       |       |                  |        |
| 1901—1902                 | 8-й турнир газеты «Новое время»                                                       | 8-й турнир газеты «Новое время»                                                       |       |       |       |                  |        |

## Заслуги
Михаил Чигорин считается одним из основоположников русской шахматной школы. Чигорин внёс большой вклад в теорию шахматных дебютов. Много дебютных вариантов носят имя Чигорина.
Среди них — вариант в Ферзевом гамбите, который называется «Защита Чигорина»:
- 1. d2-d4 d7-d5 2. c2-c4 Кb8-c6…

Вариант Чигорина в Испанской партии:
- 1.e2-e4 e7-e5 2.Кg1-f3 Кb8-c6 3.Сf1-b5 a7-a6 4.Сb5-a4 Кg8-f6 5.0-0 Сf8-e7 6.Лf1-e1 b7-b5 7.Сa4-b3 d7-d6 8.c2-c3 Кc6-a5 (или 8…0-0 9.h2-h3 Кc6-a5)

Вариант Чигорина во Французской защите:
- 1.e2-e4 e7-e6 2.Фd1-e2

Вариант Чигорина в Славянской защите:
- 1.d2-d4 d7-d5 2.c2-c4 c7-c6 3.Кg1-f3 Кg8-f6 4.Кb1-c3 e7-e6 5.e2-e3 Кb8-d7 6.Сf1-d3 Сf8-d6.

## Личная жизнь
Дважды был женат. 

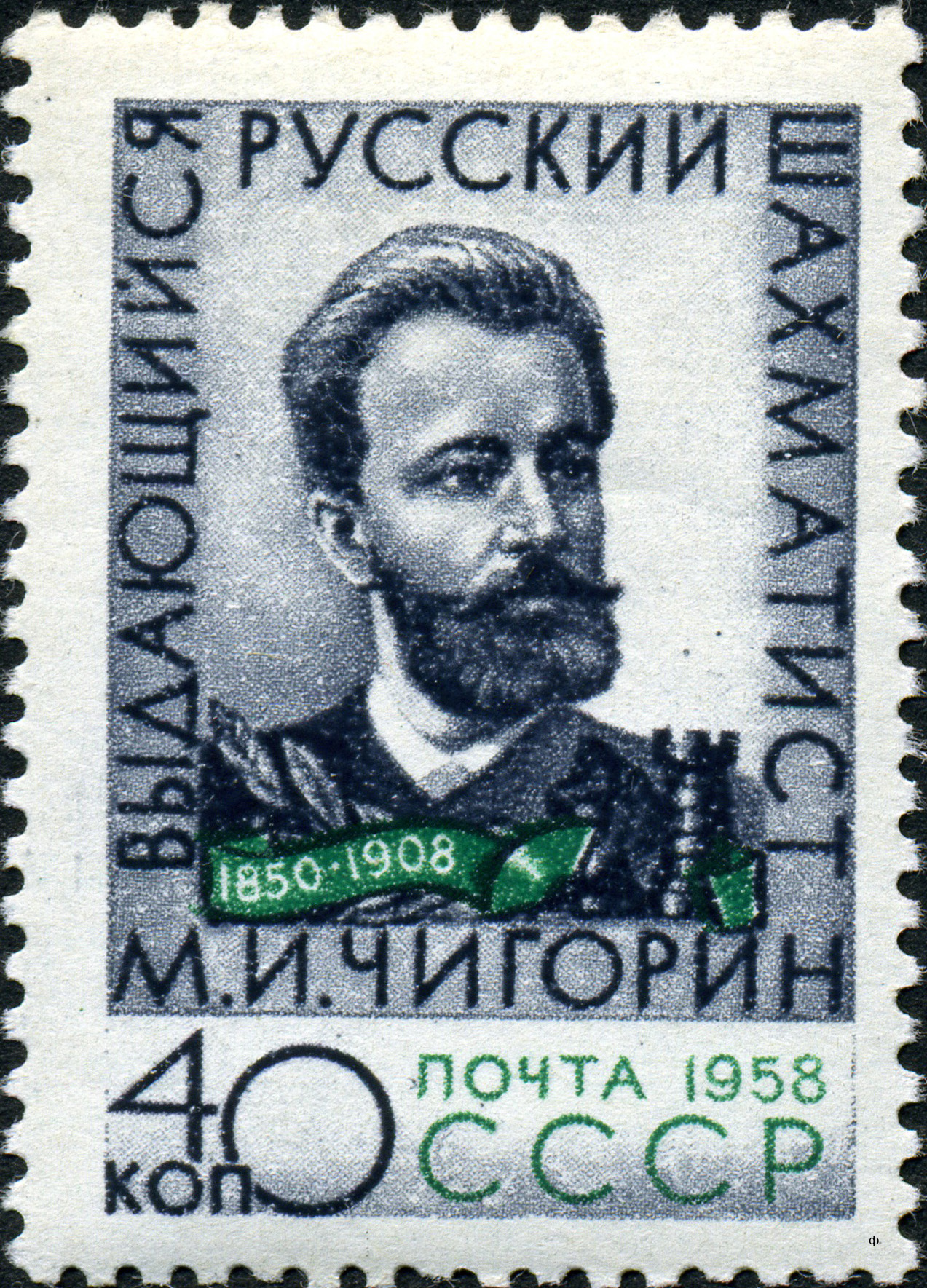
Почтовая марка СССР, 1958 год

1-й брак — Ольга Петровна Заливская (1857—1942). Брак был расторгнут в 1889 году. . Во втором браке Ольга Петровна вышла замуж за генерала Н.Ф.Разуваева.
- Дочь — Ольга Николаевна (1881/2–1970). Ее удочерил второй муж Ольги Петровны, и потому Ольга Николаевна носила фамилию Разуваева[16]. Похоронена на Серафимовском кладбище вместе со своим вторым мужем — А.И.Викселем.

2-й брак (с 1904) — Анастасия Дмитриевна (урожд. Ткалич; 1868—1927, КСХС), венчание состоялось 3 ноября 1904 года в Пантелеимоновской церкви в Петербурге (см.: ЦГИА СПб., ф.19 оп.127 д.1559. Л. 528об-529). Вторая жена Чигорина была родной сестрой жены Александра Николаевича Дубравина (1853–1907), полковника (получившего звание генерал-майора при отставке), командира 69-го пехотного Рязанского Генерал-Фельдмаршала князя Александра Голицына полка, квартировавшего в Люблине в составе 18-й пехотной дивизии.  Во втором браке Анастасия Дмитриевна вышла замуж за полковника Сергея Николаевича Прибыловича, и вместе с дочерью и мужем эмигрировала из России после Октябрьской революции.  Анастасия Дмитриевна похоронена в городе Панчево.
- Дочь — Ольга Михайловна Кусакова (1891–1978)[16][19][20]. Похоронена на Русском кладбище в Ново-Дивееве.
  - Внук — Джордж Кент (Юрий Владимирович Кусаков) (1926, Сараево —2011)[16][21].

## Память
- В 1958 году была выпущена почтовая марка СССР, посвящённая Чигорину.
- В 2000 году Банк России выпустил серебряную монету номиналом 2 рубля к 150-летию со дня рождения Чигорина.
- Шахматный клуб в Санкт-Петербурге на Большой Конюшенной ул., дом 25 носит имя Чигорина.
- В городе Киселевске находится шахматно-шашечный клуб имени Чигорина.
- Регулярно проводится шахматный турнир памяти Чигорина — «Мемориал Чигорина».
- В Киеве есть улица Чигорина, где шахматист дважды бывал в 1903 году. Переименована в 2022 году.
- В Казани есть улица Чигорина.
- В Новосибирске есть улица Чигорина.
- В Нижнем Новгороде есть переулок Чигорина[22].
- На здании бывшего Сиротского института в Гатчине установлена мемориальная доска.
- Шахматисты всех стран, выигравшие хотя бы одну партию у чемпиона мира в официальном соревновании с классическим контролем, объединены в символический клуб Михаила Чигорина.
- В 2001 году в честь М. И. Чигорина назван астероид 7268 Chigorin, открытый в 1972 году советским астрономом Л. В. Журавлёвой[23].

## Адреса
- 1859—1868 — Гатчинский сиротский институт, Гатчина, проспект 25-го Октября, 2
- 1901—1907 — доходный дом, 9-я Рота, 15[24] (ныне 9-я Красноармейская улица).

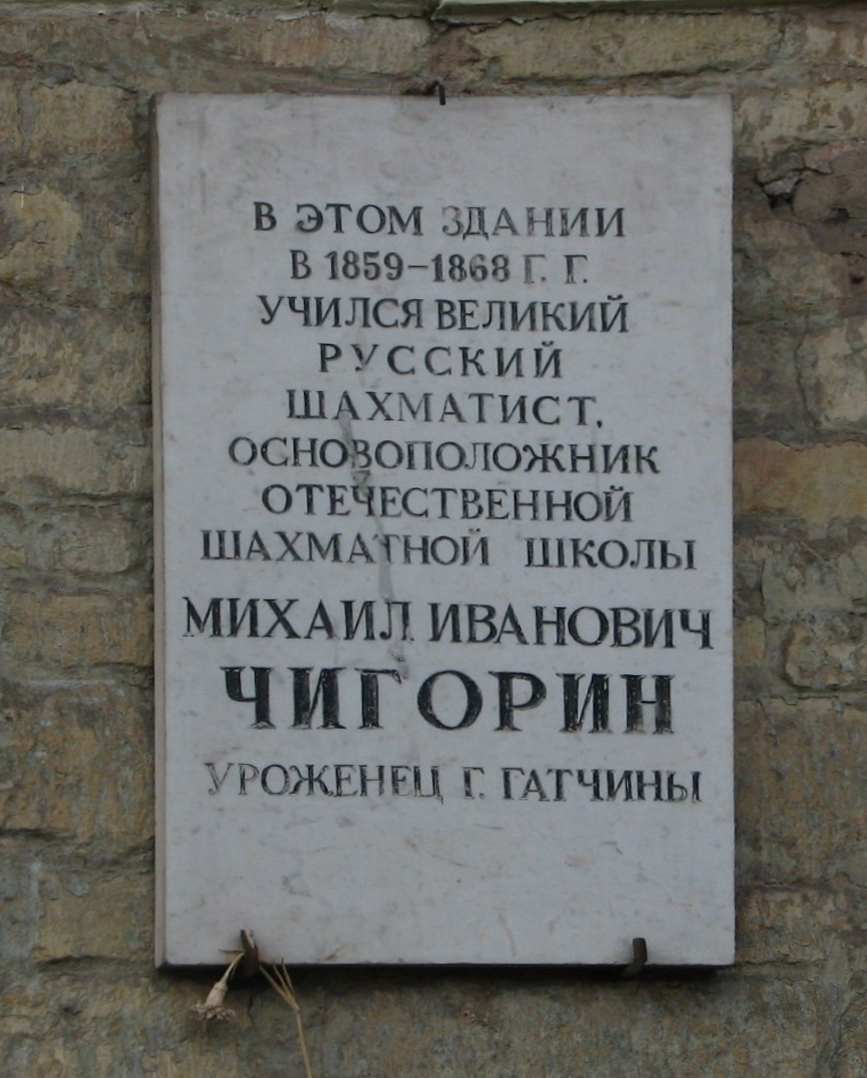
Мемориальная доска на здании бывшего Сиротского института в Гатчине
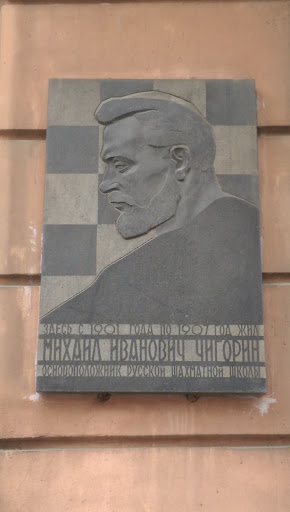
Мемориальная доска на 9-й Красноармейской улице.